# Première bataille d'El Teb
Guerre des Mahdistes (1881-1899)
Batailles
- Aba
- El Obeid
- Première bataille d'El Teb
- Deuxième bataille d'El Teb
- Tamai
- Trinkitat
- El Eilafun
- Abu Klea
- Abu Kru
- Khartoum
- Kirbekan
- Hashin
- Tofrek
- Ginnis
- Metemma
- Toski
- Agordat
- Barca
- Tokar
- Serobeti
- Agordat
- Kassala
- Gulusit
- 1er Sebderat
- 2e Sebderat
- Mokram
- Tucruf
- Firkat
- Hafir
- Bedden
- Redjaf
- Abu Hamed
- Atbara
- Omdurman
- Fachoda
- Gedaref
- Roseires
- Umm Diwaykarat

La première bataille d'El Teb est livrée le 4 février 1884 pendant la guerre des Mahdistes au Soudan. Une armée égyptienne sous commandement britannique est prise de panique et anéantie par les Derviches commandés par Osman Digna. Sur les 3 500 égyptiens, 2 700 sont tués ou capturés.
Outre 3 000 fusils, les Soudanais s'emparent de toute l'artillerie adverse, soit six canons Krupp.

## Sources
- (en) Philip Warner, Dervish, the rise and fall of an African empire, Wordsworth editions, Grande-Bretagne, 2000,  (ISBN 1-84022-246-8)